# Biżuteria żałobna

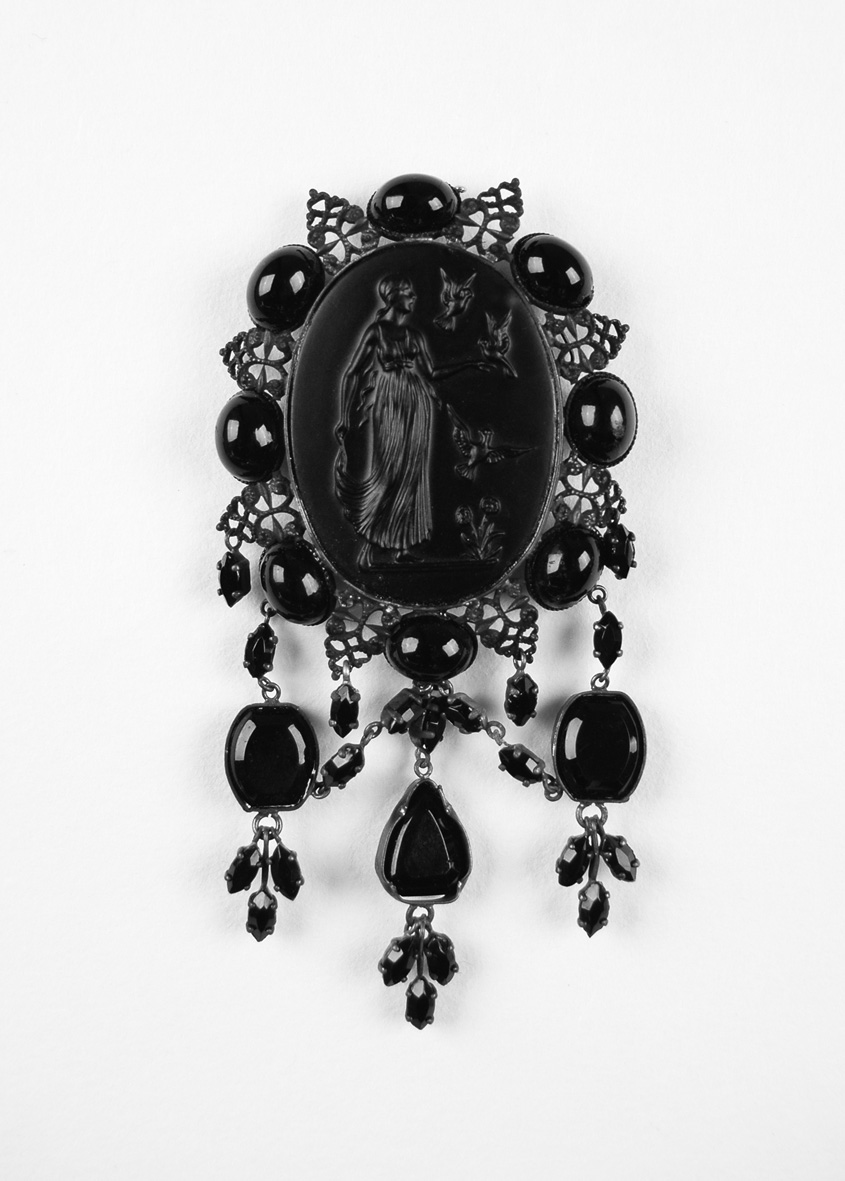
Broszka żałobna z gagatu

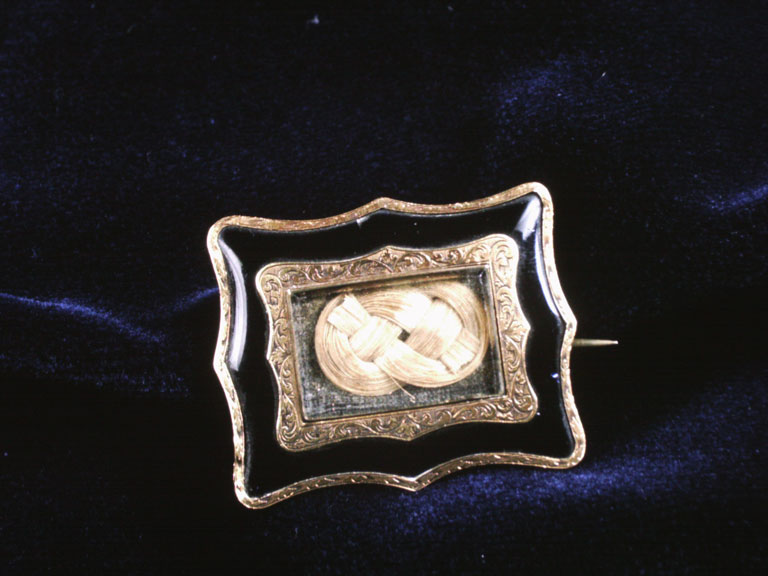
Broszka żałobna z puklem włosów

Biżuteria żałobna – biżuteria noszona w okresie żałoby, mająca stanowić dowód i środek pamięci o bliskim lub manifestację żalu po odejściu cenionej osoby publicznej.
Biżuterię żałobną stosowano już w XVII i XVIII wieku. W tamtym okresie istniał zwyczaj zapisywania w testamencie specjalnych pierścieni, przeznaczonych dla wskazanych osób spośród rodziny i przyjaciół, później modne stały się brosze zdobione profilem zmarłego.
W okresie rządów królowej Wiktorii, szczególnie zaś po śmierci jej męża, księcia Alberta w 1861 (która to śmierć pogrążyła królową w ogromnej żałobie), sentymentalna biżuteria żałobna stała się w Wielkiej Brytanii bardzo modna. Jej popularność doprowadziła do tego, że straciła ona charakter osobisty, powiązany ze zmarłym – produkowano wtedy wiele pierścionków według ustandaryzowanych wzorów. W tamtym czasie w przemyśle związanym z biżuterią żałobną w Wielkiej Brytanii pracowało ok. 1400 osób, a wytworzone produkty eksportowano także poza kraj. Najpopularniejszym materiałem dla tego typu biżuterii stał się wtedy gagat, wydobywany w okolicach Whitby, gdzie w latach 70. XIX wieku rozwinął się przemysł związany z produkcją żałobnej biżuterii. W latach 80. XIX wieku w użyciu, oprócz gagatu, pojawiły się inne materiały (gagat hiszpański, czarne szkło, kauczuk wulkanizowany), co zaszkodziło przemysłowi żałobnemu w Whitby. Popularne były także w okresie wiktoriańskim ozdoby plecione z włosów zmarłego, mogły to być obrazki z włosów w specjalnych ramkach ze szkła czy naszyjniki lub broszki z włosami wplecionymi lub wykonane z samych włosów. Mogły być wykonywane przemysłowo lub samodzielnie przez rodzinę zmarłego, która obawiała się pomylenia włosów. Pod koniec swojego panowania królowa Wiktoria zmniejszyła wymogi powiązane ze sposobem ubierania się w okresie żałoby, co zmniejszyło popularność tego typu biżuterii.
W Stanach Zjednoczonych biżuteria żałobna spopularyzowała się w latach 60. i 70. XIX wieku.